# Хоринские буряты
Хо́ринские буря́ты (бур. Хориин буряадууд) — этнотерриториальная группа в составе бурятского этноса. Расселены на обширной территории, ограниченной с востока Яблоновым хребтом. Основная часть населения расселена в долине реки Уды, впадающей в Селенгу, в долине реки Хилок и его притоков к востоку от Селенги.
В 1822 году в центре земель хори-бурят была создана Хоринская степная дума. В 1839 году из Агинской главной инородной управы была образована отдельная Агинская степная дума. Таким образом, в составе хори-бурят образовались две этнотерриториальные группы: хоринские буряты и агинские буряты.

## Родоплеменной состав
В состав этнотерриториальной группы хоринских бурят входят такие племена, как галзуд, хуацай, хубдуд, шарайд, гучид, харгана, худай, бодонгуд, халбин, батанай, саган, шоно, хэнгэлдэр. Основную массу этнотерриториальная группы хоринских бурят составляют представители большого племени хори, состоящего из одиннадцати малых племен. В состав этнотерриториальной группы хоринских бурят также входят эхиритские роды: шоно, хэнгэлдэр, ользон, булагатский род алагуй, западнобурятские роды: хайтал, нохой (нохойуруг).

## Хухуры хори-бурятских родов
Роды хори-бурят подразделяются на хухуры (ветви):
- батанай: догшид (докшит, тугшэд, тугчид), шалдан (салдан), бухай (бохой, боохой, бохон), хэдэгэнэ, малан (малаахан, малгаахан), заямха (захимха), шубгэ;
- бодонгууд: оргодой (оргоодой, оргойтой), залаир, будан (бодон), hуури (байра), hарьмайта (hарьмайтай), тэсхэй, зартаган (зэртэхэн), сонхон, ормол, хелго[2];
- галзууд: жэнхэн (жэнхэни, жинхэн, жинхан), дэлдэгэр (дэлдгэр, дэлдэгыр, дэлдэгор[2]), доргошо (доргоши), сарбада (hарбада, hарбадо[2]), даганхан (дагаанхан, даахай, дагаахай), хабагай, эршим (эршэм), онхот (онхон), хайтал, шоно, ользон (олзон), нохой ураг (нохой-уруг), хатагин, харчин, хорчин, шара-нохой, алилхай (алаахай), монгол, сагаатан (сагаатанда), ногоогод (ногоод, ногоон), саадагта (һаадагта);
- гушад (гучид) выделяются следующие хухуры: хара гушад (бухэ-хара, хара баатар), шара гушад (шара-мэргэн, мэргэн шара);
- сагаангууд: убэгтэй, убэгэ (убээгэй, убгэй, убэгуй, убгэн), баянгу (баянгуй), хэнзэгэй (хэнзэгэ), улинхай (уляанхай), хушууша (хугшууша), бутэй (бүдэй), шоно;
- хальбан (хальбин): гутар (гутаар, гуутар), хуригай (хурьгай, хоригой), мэнгэй (мэнгээ), жирохон (жороохон), тэсхэй, баригай, мусхэн (мусэн), зургууд (зургад, зурагаад);
- харгана: хоохэй, моотгон (моотган, моотогон, моодхон, моотхон, мотогон[2]), баатаржан (батаржан, баторжан, баатаржаан), абга (абхан, абахан, авган[2]), байтай (байталай), хухэнэт (хухэнууд, хүхэ), онхот, тангут (тангууд, тангад), баряхан (баряахай, барюухай), хоодой (хуудай), шуудай (шудай, шигудай, сигуудай, сагуудай), хушуун, хоран, батанай (батнай), хурса хутагата, мохо хутагата[2];
- хуасай: баршюха (баршюуха, баршууха, баршиуха, боршихо, боршиихо, бориишха, барюушха), бэгтэр (бэктыр, бэдэтур, бухтэр, богдор, богтор), боохой (бохой), сагаан-малгай (сагаан малгата)[2], тогтор (тогдор), онгор (обогор, онгоодор), баабагар (бабгар, бабагар), харилхан (хурилхан, хуригахан), табахал (таабахал), баяахан, ухээлэй;
- хубдууд: лэглут (лыглут, лэглууд, лиглид), улаалзай (улалзай, урялзэ[2]), байтай (бойтой), нохой (нохой-уруг), цагалзай (сагаалзай, сагалжа, сагаалжа), тэмурчин (тумэршэ, тумэршэн), борюха (борюуха, барюуха, бурюуха, боригоохо), бадлай, ургаша;
- худай: залгюр (залхи, зальтир), кудуй (худуй, хуудэй, хуугэдэй), михан, алагуй, хара-тулуй (хара тоолэй), хонтон (хунда, хундуу), бэцыхэй (бэцээхэй), зэмхэт (жэмгэд), бушхэй, шилхар (шалхар), римгид;
- шарайд: ахайд (ахайдай, ахайтай), долоод (долот, долоогаад, долоон), хагшууд (хагшуул, хакшют, хогшууд, хошууд, гэгжид, гэгшэд), ходонца (худанса, хурса хутагата худамса), тоботой (тободой, дободой, доботой, табатай), дэлдэй (далтай, дэлдээ), сунит (сүнид, сүмид), субада, танга, халбанаг, пуусагад, балтягий[3][4][5][6][7][8][9][10][11].

Помимо этого выделялись следующие административные роды: баруун-хуасай, зүүн-хуасай; баруун-харгана, зүүн-харгана; баруун-хубдууд, зүүн-хубдууд.